# 刘期武
刘期武（1964年—），湖南省邵阳市人，汉族，中华人民共和国政治人物、第十一届全国人民代表大会湖南地区代表。
毕业于湘潭大学会计学专业。担任湖南金利投资集团总裁。2008年起担任全国人大代表。